# I liga hiszpańska w rugby
I liga hiszpańska w rugby – trzecia w hierarchii liga męskich ligowych rozgrywek rugby w Hiszpanii. Stanowi pośredni szczebel rozgrywkowy między División de Honor B, a najwyższymi ligami regionalnymi. Zmagania toczą się cyklicznie (co sezon) systemem kołowym i przeznaczone są dla 32 hiszpańskich klubów rugby, grających w czterech grupach. Czołowe drużyny I ligi grają w barażach o awans do División de Honor B, zaś najsłabsze zespoły relegowane są do lig regionalnych. Od samego początku do dziś zarządzana przez Hiszpański Związek Rugby.

## Zasady

### Punktacja
- 4 punkty za zwycięstwo
- 2 za remis
- 0 za porażkę
- Dodatkowy punkt:
  - za zdobycie co najmniej 4 przyłożeń
  - porażkę nie wyższą niż 7 punktów

### Inne
Walkower w meczach ligowych będzie wynosił 25-0, a drużyna nie stawiająca się na boisku zostanie ukarana ujemnym punktem. Zwycięstwo walkowerem przynosi zespołowi 5 punktów.

## Zasady

### Format
W lidze występują 32 zespoły. Podzielone są one na cztery grupy, grając systemem ligowym (tj. "każdy z każdym, mecz i rewanż") w swojej grupie. Mistrzowie najlepsze zespoły awansują do play-off.

### Punktacja
- 4 punkty za zwycięstwo
- 2 za remis
- 0 za porażkę
- Dodatkowy punkt:
  - za zdobycie co najmniej 4 przyłożeń
  - porażkę nie wyższą niż 7 punktów